# SUATEA
El Sindicatu Unitariu y Autónomu de Trabayadores de la Enseñanza d'Asturies (SUATEA) és un sindicat asturianista que agrupa a treballadors de l'educació pública no universitària de la comunitat autònoma d'Astúries. Es defineix com una formació asturiana i assembleària, i compte amb sengles seus a Oviedo i Gijón. SUATEA col·labora de forma habitual amb el també sindicat asturià Corriente Sindical de Izquierda en aquelles qüestions que transcendeixen el col·lectiu laboral al que es dirigeix.